# Karl Alwin
Karl Alwin también conocido como Carl Alwin (anteriormente conocido como Alwin Oskar Pinkus; Königsberg, 15 de abril de 1891 - Ciudad de México, 15 de octubre de 1945) fue un director de orquesta alemán.

## Biografía
Nació en Königsberg, Prusia Oriental (actualmente Rusia). Estudió filosofía, literatura y música en Berlín junto a sus amigos Engelbert Humperdinck y Hugo Kaun. Después de su educación, trabajó desde 1910 en la Ópera de la Corte de Berlín y desde 1912 en Bayreuth como asistente. Luego comenzó su carrera como director de orquesta en 1913 en Halle (Saale), 1914 en Poznań, 1915-1917 en Düsseldorf y luego hasta 1920 en Hamburgo. De 1920 a 1938 dirigió en la Ópera Estatal de Viena hasta que tras la toma por parte de los nazis debido a una inhabilitación profesional quedó desocupada. Por su origen judío, tuvo que emigrar a Estados Unidos. Trabajó para la Ópera Cívica de Chicago pero después de la temporada de 1939/40, se mudó a México y dirigió en la Ciudad de México la Ópera Nacional desde 1941 hasta su muerte allí en 1945. También enseñó en el Conservatorio Estatal.
De 1920 a 1933 estuvo casado con la soprano Elisabeth Schumann.